# Daniel B. Wesson II
Daniel Baird Wesson II (abril de 1916 — novembro de 1978 foi um inventor e fabricante de armas de fogo Norte americano, bisneto do também inventor e fabricante de armas de fogo Daniel Baird Wesson, cofundador da Smith & Wesson.

## Biografia
Wesson  trabalhou na Smith & Wesson, a empresa da família, de 1938 até 1963, quando ela foi adquirida pelo conglomerado Bangor Punta Corp. Ele deixou a S&W e fundou a Dan Wesson Arms Inc. em 1968. Os primeiros revólveres produzidos pela Dan Wesson, foram o Model 11 e Model 12 (mais tarde comercializados como D11 & D12) a partir de agosto de 1970.
As armas da Dan Wesson são reconhecidas por uma alta qualidade na manufatura. Ela introduziu um desenho singular entre os revólveres, permitindo a troca de canos e empunhaduras com ferramentas simples, o que tornou essas armas muito populares entre os atiradores.[carece de fontes?]
Em 1992, a Dan Wesson Arms Co. foi rebatizada como Wesson Firearms Co. e foi administrada pelo seu irmão Seth e esposa Carol até 1995.[carece de fontes?]